# 胡任輿
胡任輿（1660年—1704年），字孟行，号芝山。江南江宁府上元縣人。

## 生平
康熙二十年（1681年）辛酉科江南鄉試第一名舉人（解元），後屢試不第，康熙三十三年（1694年）第一甲第一名進士（狀元），授翰林院修撰。康熙三十六年任會試同考官。卒於清康熙四十三年（1704年）。

### 書目
- （清）法式善等，《清秘述聞三種》，中華書局，清代史料筆記叢刊，ISBN：ISBN 7101017428。